# Филимоново (Череповецкий район)
Филимоново — деревня в Череповецком районе Вологодской области.
Входит в состав Мяксинского сельского поселения, с точки зрения административно-территориального деления — в Мяксинский сельсовет.
Расстояние по автодороге до районного центра Череповца — 25 км, до центра муниципального образования Мяксы — 5 км. Ближайшие населённые пункты — Петряево, Демидово, Ершово.
По данным переписи в 2002 году постоянного населения не было.